# MIT OpenCourseWare
MIT OpenCourseWare (MIT OCW) — проект Массачусетского технологического института по публикации в свободном доступе материалов всех курсов института. Публикуемые материалы включают планы курсов, конспекты лекций, домашние задания, экзаменационные вопросы. Для некоторых курсов доступны видеозаписи лекций. Отмеченная рядом премий инициатива MIT подала пример, которому последовали другие университеты.

## История

### Предпосылки создания проекта
MIT OCW возник из ряда инициатив, проводимых советом института по образовательным технологиям (MIT Council on Educational Technology). В 1999 году входившая в состав совета группа по разработке стратегии под руководством провоста Роберта Брауна (англ. Robert A. Brown) рассматривала возможности использования интернета в образовательных целях. В это время ещё не произошёл крах доткомов и дистанционное образование считалось очень перспективным бизнесом. Аналитики Merrill Lynch предсказывали, что объём рынка дистанционных образовательных услуг в США к 2003 году превзойдёт 25 млрд $. Появившиеся, чтобы занять место на данном рынке, компании искали сотрудничества с университетами, в том числе и с MIT. Для оценки возможностей института в изменчивой обстановке интернет-образования, группа по разработке стратегии решила обратиться к консалтинговому агентству McKinsey & Company.
Проведённый MIT и McKinsey опрос сотрудников института показал, что они не являются сторонниками работы на массовом рынке непрерывного образования и в качестве представителей целевой аудитории — специалистов с техническим образованием — следует рассматривать выпускников института. Для данной аудитории в 2000 году группой был разработан план проекта Knowledge Updates@MIT, предусматривавший создание мини-курсов по новым направлениям в технических и междисциплинарных областях. Однако, исследования рынка показали, что для окупаемости проекта нужен долгий срок и более широкая по сравнению с изначально запланированной аудитория, адаптировать курсы для которой большинство преподавателей института не могло. Это поставило под сомнение коммерческий потенциал проекта. Члены группы также опасались, даже при успешной реализации, проект не сможет существенно повысить влияние института.
Опрос сотрудников также показал, что до 20 % преподавателей института уже создали сайты для своих курсов по собственной инициативе, и это побудило группу рассмотреть возможность бесплатного распространения образовательных материалов (OpenCourseWare@MIT). В составленном по результатам проделанной работы отчёте группы говорилось, что бесплатные материалы OpenCourseWare будут привлекать клиентов к платным Knowledge Updates, однако вскоре эти проекты были разделены. Курсы Knowledge Updates готовились с 2003 по 2005 год и не смогли привлечь достаточного количества клиентов.
Объясняя причины создания проекта, его инициаторы отмечали, что OCW продемонстрирует учебную программу института, окажет влияние на преподавание в других учебных заведениях, и покажет, что MIT ставит знания выше финансовой выгоды. Эту точку зрения разделяло большинство преподавателей, что в дальнейшем было подтверждено добровольным участием в проекте 78 % профессорско-преподавательского состава. Решение сделать проект некоммерческим позволило получить гранты благотворительных фондов.

### Развитие проекта
Проект был анонсирован в апреле 2001 года и изначально рассчитывался на 10 лет. В 2002 году запущена пилотная версия сайта проекта, а в 2003 состоялось официальное открытие. С 2004 года материалы распространяются по лицензии Creative Commons Attribution-NonCommercial-ShareAlike. Данную лицензию предложил использовать Харольд Абельсон — один из основателей как MIT OCW, так и Creative Commons. Обе эти инициативы появились примерно в одно и то же время, преследовали схожие цели (предоставление доступа к произведениям, их дальнейшее распространение и переработка), и исходная лицензия OCW 2002 года была подобна той, на которую проект перешёл в 2004. MIT OCW стал первым крупным собранием работ, опубликованных под лицензией Creative Commons.
В 2007 году количество опубликованных курсов достигло 1800 и было объявлено о достижении цели «опубликовать практически все курсы института». На этом закончился этап интенсивного развития, и проект перешёл в стабильное состояние, при котором основное внимание уделяется обновлению уже опубликованных курсов. Опубликованные к 2010 году 2000 курсов составляют примерно 80 % от учебной программы института.
В 2007 и 2011 годах на сайте проекта появились два дополнительных раздела: Highlights for High School с ресурсами для преподавания естественнонаучных дисциплин в средней школе, и OCW Scholar с материалами для самообразования.
По мере развития проекта выяснилось, что, кроме повышения авторитета института, он приносит и дополнительную пользу. Около 35 % поступивших в MIT студентов, говорят, что на их выбор повлиял OCW. Также считается, что OCW повышает качество преподавания, так как материалы, которые могут увидеть миллионы людей, будут лучше подготовлены.

## Опубликованные материалы
К моменту появления OCW отдельные преподаватели многих университетов уже имели общедоступные веб-сайты для своих курсов. Отличиями OCW от данных инициатив преподавателей являются намерения публиковать материалы всей учебной программы института, разрешая их свободное использование в некоммерческих целях, и постоянно поддерживать проект, обновляя уже размещённые на сайте курсы. Для всех курсов систематически создаются веб-страницы, объединённые в структуру, пригодную для поиска (с помощью метаданных в формате LOM). В создании страниц участвует централизованная организация поддержки, что позволяет публиковать материалы без излишних усилий со стороны преподавателей.
Администрация и преподаватели MIT подчёркивают, что OCW — не программа дистанционного обучения в институте, а всего лишь статическое представление того, как определённый предмет преподавался в определённый период. Проект не выдаёт пользователям сертификаты и дипломы и не предоставляет возможности связаться с сотрудниками института.
В основном, опубликованные материалы не являются готовыми курсами — вместо этого материалы являются отдельными составляющими, которые могут быть использованы преподавателями других учебных заведений. Такими составляющими, помимо учебных планов и списков рекомендованной литературы, могут быть:
- конспекты лекций, доступные для половины курсов;
- домашние задания, доступные более, чем для трети курсов;[сн 2]
- экзаменационные задачи примерно для пятой части курсов.[24]

Материалы для различных курсов представлены в различном объёме в зависимости от желания преподавателей. Так, решения домашних заданий и экзаменационных задач могут быть не опубликованы из-за их отсутствия в печатном или электронном виде или необходимости ограничить публикацию ответов к заданиям, которые могут быть повторно использованы в институте. Также домашние задания могут задаваться по учебникам, которые недоступны для свободного распространения и должны быть приобретены отдельно. Публикация видеозаписей лекций не является основной задачей проекта, и к январю 2011 года видеозаписи имеются лишь у 34 курсов. Несмотря на это, наиболее известными являются лекции, для которых доступны записи, такие как курс линейной алгебры Гилберта Стренга, подготовленный ещё до запуска проекта, и серия курсов физики Уолтера Льюина. Ещё около ста курсов содержат мультимедийные материалы, такие как симуляции и анимации. Остальные материалы представлены в текстовом виде.
Непосредственно для самообучения предназначены курсы OCW Scholar, которые являются более полными, снижающими необходимость обращения к учебникам, вариантами курсов с материалами, расположенными в логической последовательности. В январе 2011 года было опубликовано пять таких курсов.

## Процесс публикации
Программа публикации открытых образовательных ресурсов MIT является самой дорогостоящей. Изначально затраты на реализацию проекта оценивались в 85—100 млн $, но реальные затраты оказались ниже. Этап интенсивного развития проекта проходил при финансовой поддержке фондов Hewlett Foundation и Mellon Foundation и к моменту своего завершения — публикации 1800 курсов в 2007 году — обошёлся в 30 млн $. После этого годовой бюджет проекта стал составлять 3,5—3,7 млн $, половину которых обеспечивает институт, а остальное — резервы от грантов.
Публикация одного курса требует 10 000—15 000 $. Такие затраты обусловлены необходимостью снизить нагрузку на преподавательский состав. Команда по публикации, работающая с преподавателями, старается, чтобы публикация одного курса не отнимала у последних более 5 часов. К задачам команды относится оцифровка рукописных текстов, проверка на включение сторонних материалов, таких как иллюстрации и графики из учебников, и получение разрешения на их использование, создание изображений, разрешение на которых получить не удалось.
Институт заключает лицензионные соглашения, позволяющие распространять материалы, с преподавателями, участвующими в проекте. В соответствии с политикой института, авторские права при этом остаются у самих преподавателей.
Аналогично, права на опубликованные материалы, подготовленные студентами, сохраняются за студентами. Преподаваемые в институте курсы также могут включать материалы, права на которые принадлежат третьим лицам. Такие материалы можно использовать для образовательных целей, но нельзя предоставлять к ним доступ неограниченному числу лиц, и согласование прав на их включение в OCW является существенным источником задержек при публикации.

## Аудитория
К 2011 году количество уникальных посетителей сайта достигло 53 млн. Опросы пользователей сайта показали, что от 40 до 50 % из них обучаются самостоятельно. Это стало «большой неожиданностью» для участников MIT OCW, так как сайт изначально планировался как набор ресурсов для преподавателей. За второе десятилетие существования проекта планируется достичь миллиарда посетителей.
Проект привлёк к себе внимание пользователей со всего мира. На каждый из следующих языков:
китайский, 
испанский, 
португальский 
и персидский 
было переведено более 50 курсов. Странами, из которых приходит наибольшее количество посетителей сайта, за исключением США, являются Китай и Индия. В регионах Африки и Азии, где доступ к интернету затруднён, создано более 200 зеркал сайта OCW.
MIT OCW достиг больших успехов как средство научно-технического образования. Отмечается высокое качество материалов и широта охвата тем. В то же время создавать помехи для использования материалов в других учебных заведениях могут недоступность исходного кода pdf-файлов, что затрудняет редактирование формул, таблиц и рисунков, и недостаточное разбиение курсов на независимые модули (обычно преподаватели не используют чужие курсы целиком).

## OpenCourseWare Consortium
Публикация материалов курсов MIT производилась с расчётом на то, что концепцию OpenCourseWare примут и другие учебные заведения. Первой публикацией OpenCourseWare вне MIT стала программа Фулбрайта преподавания экономики во Вьетнаме в 2003 году. В 2004 году к публикации OCW приступили объединения университетов в Японии, Китае и Франции, а также несколько университетов в США.
В 2005 году MIT совместно с другими университетами, публикующими открытые образовательные ресурсы, основал OpenCourseWare Consortium. В задачи этой организации входит внедрение и адаптация открытых образовательных материалов для использования по всему миру.
Наиболее известными университетами, входящими в консорциум, являются
Калифорнийский университет в Беркли,

Токийский университет,
Мичиганский университет,

Калифорнийский университет в Ирвайне,
Осакский университет,

Университет штата Аризона,
Университет Юты,
Ноттингемский университет,
Университет штата Мичиган.
Так же, как и MIT OCW, большинство проектов OCW других университетов публикуется под лицензией CC BY-NC-SA, не разрешающей коммерческое использование материалов, хотя этот выбор вызывает споры. Сторонники выбора более свободной лицензии указывают на различия понимания того, что составляет «некоммерческое» использование, и приводят примеры того, как коммерческая публикация могла бы способствовать распространению материалов. С другой стороны считается, что «некоммерческая» лицензия позволяет привлечь к участию в OCW больше преподавателей, и больше правообладателей сторонних материалов соглашаются на их включение.
Основным спонсором OpenCourseWare и, в более широком смысле, открытых образовательных ресурсов, является Hewlett Foundation, вложивший в них на протяжении 2000-х более 110 млн $ при том, что затраты из всех источников оцениваются в 150 млн $. Общей проблемой OpenCourseWare является поиск источников финансирования в долгосрочной перспективе, так как эти проекты практически не приносят прибыли. Например, единственным источником дохода для MIT OCW являются ссылки на Amazon для покупки учебников. Из-за недостатка финансирования уже приостанавливалась программа OCW Университета штата Юта.
Сторонники OCW считают, что основную выгоду от открытых образовательных ресурсов получают развивающиеся страны, однако распространению OCW в этих странах мешает слабое развитие информационно-коммуникационных технологий.

### Сноски
1. ↑  Creative Commons упоминается и в более раннем варианте лицензии 2003 года.
2. ↑  В списке курсов Архивная копия от 22 августа 2010 на Wayback Machine обозначены не все задания.
3. ↑  Вошли в первую сотню Академического рейтинга университетов мира в 2010 году.